# 株洲市第一中学
27°47′41″N 113°11′21″E / 27.794819°N 113.18922°E
株洲市第一中学，位于湖南省株洲市芦淞区解放街，为株洲市公立学校，湖南省示范性中学之一。

## 历史
株洲市第一中学诞生于1942年，因战火辗转多地，直到1947年才在现址建校。1951年，学校由株洲市人民政府接办，校名更改为“株洲市立初级中学”。1960年正式定名为“株洲市第一中学”并沿用至今。

## 校园文化
校园精神
搏
校风
励志、笃学、修德、成器
教风
尚德、博学、谨行、善导
学风
刻苦、互学、善思、奋进